# Oberursel U O

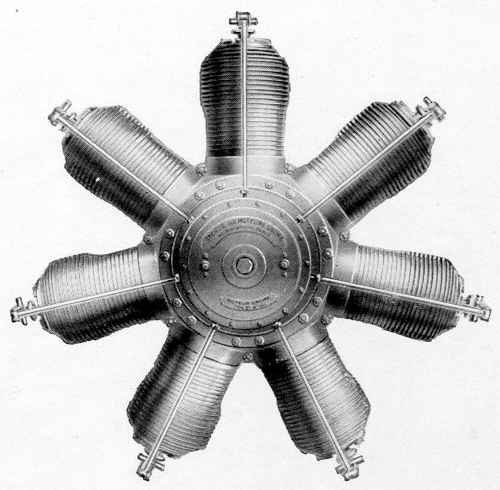
Das französische Ausgangsmuster des U O, der Gnome Lambda

Der Oberursel U O war ein kurz vor dem Ersten Weltkrieg erschienener Flugmotor und der erste deutsche Umlaufmotor, der in diesem Konflikt eingesetzt wurde. Er war eine Lizenzproduktion des französischen Gnome Lambda.

## Entwicklung
Das französische Unternehmen Gnôme entwarf mit dem Siebenzylinder-Sternmotor Lambda den ersten Umlaufmotor überhaupt. Die Konstruktion wurde ab 1906 entwickelt und im Dezember 1908 auf dem Pariser Luftfahrtsalon erstmals präsentiert. Die Motorenfabrik Oberursel erwarb 1913 die Lizenzrechte und begann noch im selben Jahr mit der Produktion mit automatischen Einlassventil im Kolbenboden unter der Bezeichnung U O oder kurz Gnôme. Der Verkaufspreis eines Motors lag bei 9000 Mark. Die französische Bezeichnung wurde nach Kriegsbeginn durch das deutsche „Gnom“ ersetzt. Als Nachfolger erschien 1915 der Neunzylindermotor U I.

## Verwendung

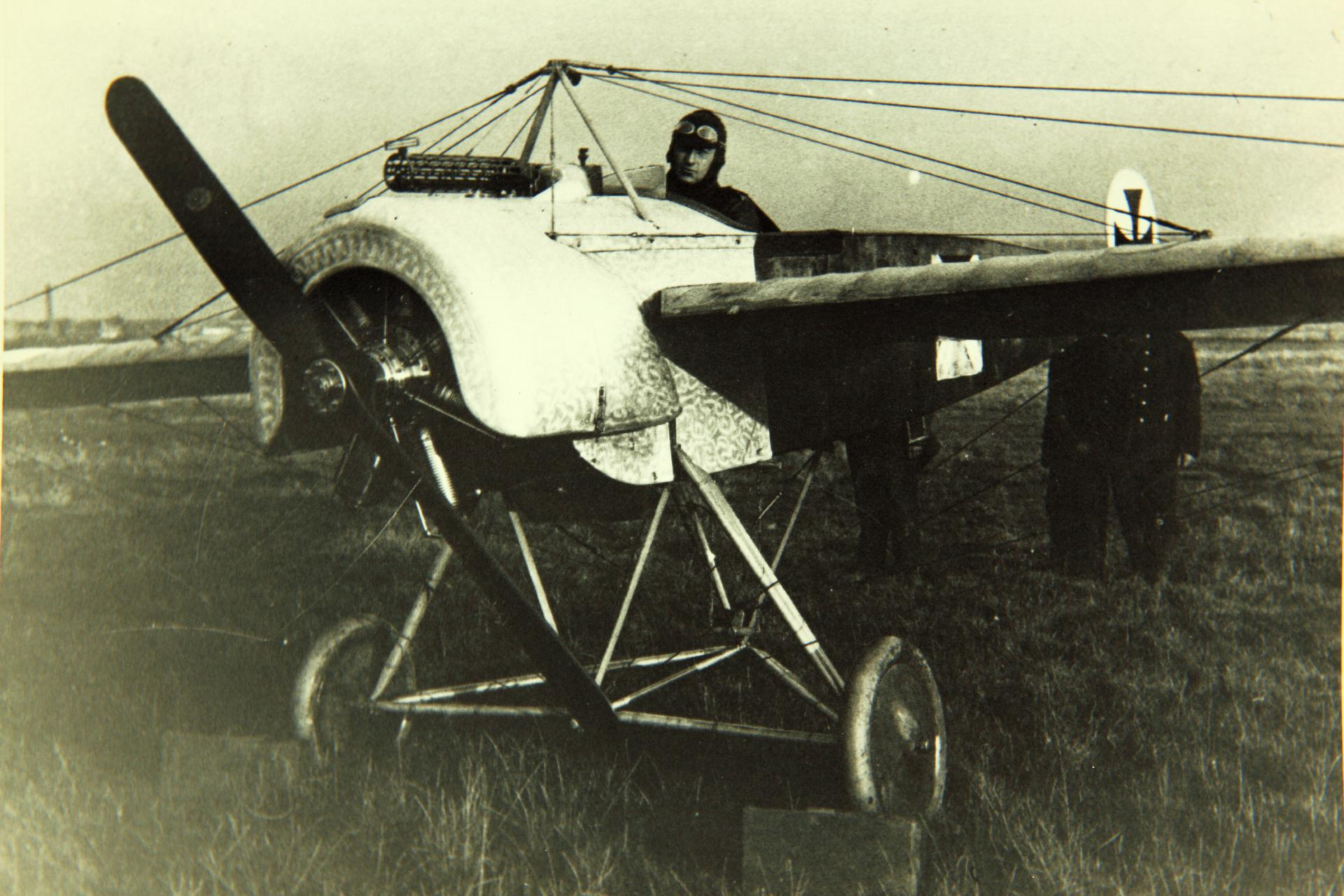
U O in einer Fokker E I

- Fokker M 5 / E I
- Fokker M 10
- Halberstadt B I
- Hansa-Brandenburg W 20
- Hanuschke-Marine-Eindecker
- Pfalz A I
- Pfalz E I

## Technische Daten
| Kenngröße             | Daten                                    |
| --------------------- | ---------------------------------------- |
| Hersteller            | Motorenfabrik Oberursel AG               |
| Entwicklungsland      | Deutsches Reich                          |
| Entwicklungsjahr      | 1913                                     |
| Bauform               | luftgekühlter Siebenzylinder-Umlaufmotor |
| Bohrung               | 124 mm                                   |
| Hub                   | 140 mm                                   |
| Hubraum               | 11,82 l                                  |
| Länge                 | 1179 mm                                  |
| Breite                | 1020 mm                                  |
| Höhe                  | 1020 mm                                  |
| Masse                 | 87 kg                                    |
| effektive Leistung    | 84 PS (62 kW) am Boden                   |
| Nennleistung          | 80 PS (59 kW) bei 1190/min               |
| Kraftstoffverbrauch   | 315 g/PSh                                |
| Schmierstoffverbrauch | 80 g/PSh                                 |